# Lògica de mode corrent

Etapa de sortida de la lògica CML.

La lògica de mode corrent (amb acrònim anglès CML), o lògica acoblada a font (SCL), és un estil de disseny digital utilitzat tant per a portes lògiques com per a la senyalització digital de dades digitals a nivell de placa.
El principi bàsic de CML és que el corrent d'un generador de corrent constant es dirigeix entre dos camins alternatius depenent de si es representa un zero lògic o un lògic. Normalment, el generador està connectat a les dues fonts d'un parell de FET diferencials, sent els dos camins els seus dos drenatges. Els equivalents bipolars funcionen de manera similar, amb la sortida que es pren dels col·lectors dels transistors BJT.

Esquema de terminació de línia CML.

Com a interconnexió diferencial a nivell de PCB, està pensada per transmetre dades a velocitats entre 312,5 Mbit/s i 3.125 Gbit/s a través de plaques de circuits impresos estàndard.
La transmissió és punt a punt, unidireccional, i normalment s'acaba a la destinació amb resistències de 50Ω a Vcc a les dues línies diferencials. CML s'utilitza freqüentment en interfícies a components de fibra òptica. La diferència principal entre CML i ECL com a tecnologia d'enllaç és la impedància de sortida de l'etapa del controlador: l'emissor seguidor d'ECL té una resistència baixa d'uns 5 Ω, mentre que CML es connecta als drenatges dels transistors de conducció, que tenen una alta impedància, i, per tant, la impedància de la xarxa pull up/down (normalment 50 Ω resistiva) és la impedància efectiva de sortida. L'ajust d'aquesta impedància de la unitat a prop de la impedància característica de la línia de transmissió conduïda redueix en gran manera els sons indesitjables.
Els senyals
CML també s'han trobat útils per a connexions entre mòduls. CML és la capa física utilitzada en els enllaços de vídeo DVI, HDMI i FPD-Link III, les interfícies entre un controlador de pantalla i un monitor.
A més, CML s'ha utilitzat àmpliament en sistemes integrats d'alta velocitat, com ara transceptors de dades en sèrie i sintetitzadors de freqüència en sistemes de telecomunicacions.
El funcionament ràpid dels circuits CML es deu principalment a la seva menor variació de voltatge de sortida en comparació amb els circuits CMOS estàtics, així com a la commutació de corrent molt ràpida que té lloc als transistors de parell diferencial d'entrada. Un dels requisits principals d'un circuit lògic de mode actual és que el transistor de polarització de corrent ha de romandre a la regió de saturació per mantenir un corrent constant.